# Iceberg Slim
Iceberg Slim oder Robert Beck (eigentlich Robert Lee Maupin; * 4. August 1918 in Chicago, Illinois; † 28. April 1992) war ein US-amerikanischer Zuhälter und Schriftsteller.

## Leben
Iceberg Slim war sein Name als Zuhälter in Chicago und Umgebung. Nachdem er siebenmal im Gefängnis gesessen hatte, schwor er dem kriminellen Leben ab und wurde Schriftsteller. Er zog nach Kalifornien und nannte sich Robert Beck. Er wurde zu einem der meistgelesenen schwarzen Autoren Amerikas. Seine Romane wurden mehr als zwölf Millionen Mal verkauft. Sein bekanntestes Werk ist seine Autobiographie Pimp, die auch in Deutschland erschienen ist.
Die harte Sprache, die Iceberg Slim in seinen Romanen benutzt, machte ihn vor allem in der amerikanischen Hip-Hop-Szene bekannt. Der Rapper Ice-T nannte sich nach ihm. Ice-Ts Texte wurden stark von Iceberg Slim beeinflusst.

## Werke
- Pimp: The Story of My Life. 1969. Reprint 2011: Cash Money Content, New York. ISBN 978-1-451-61713-9 (Paperback); ISBN 978-1-451-61714-6 (E-Book)
  - deutsch: Pimp: Die Geschichte meines Lebens. Heyne Verlag, 3. Aufl. 2007. ISBN 978-3-453-64009-2
- Trick Baby - The Story of a White Negro. 1967. Reprint 2011: Cash Money Content, New York. ISBN 978-1-936-39901-7
- Mama Black Widow - A Story of the South’s Black Underworld. 1969. Neudruck 2013. Cash Money Content, New York. ISBN 978-1-936-39919-2
- Long White Con - The Biggest Score in His Life. 1977. Reprint 2012: Cash Money Content, New York. ISBN 978-1-936-39905-5
- The Naked Soul of Iceberg Slim - Robert Beck’s Real Story. 1971. Neudruck geplant.
- Death Wish - A Story of the Mafia. 1977.
  - deutsch: Todesfluch. Rowohlt Verlag, 1997. ISBN 978-3-499-22147-7
- Airtight Willie and Me - The Story of Six Incredible Players. 1979. Neudruck 2013: Cash Money Content, New York. ISBN 978-1-936-39915-4 (Cash Money Content ist ein Imprint des New Yorker Verlages Simon & Schuster)
- Doom Fox. 1978 geschrieben. Veröffentlicht 1998, mit einer Einleitung des Musikers Ice-T. Grove Press, New York. ISBN 978-0-802-13588-9
- Pimp + Trick Baby + Mama Black Widow. [französischer Sammelband]. Éditions de l’Olivier, 2012. ISBN 978-2-8236-0087-2